# 長野県道477号富士見台公園線
長野県道477号富士見台公園線（ながのけんどう477ごう ふじみだいこうえんせん）は、長野県下伊那郡阿智村を走る一般県道。

## 概要

### 路線データ
- 起点：下伊那郡阿智村智里（富士見台公園）
- 終点：下伊那郡阿智村智里（長野県道89号園原インター線・中央自動車道園原インターチェンジ交点）

## 通過する自治体
- 下伊那郡阿智村

## 交差・接続する道路
- 長野県道89号園原インター線・中央自動車道園原インターチェンジ - 下伊那郡阿智村智里（終点）